# Północny okręg wyborczy w Luksemburgu
Północny okręg wyborczy w Luksemburgu – jeden z 4 okręgów wyborczych w Luksemburgu, obejmujący północną część kraju. Obejmuje kantony: Clervaux, Diekirch, Redange, Vianden oraz Wiltz.

## Wybory parlamentarne 2004

### Skrót wyników
|  | Partia                                                   | Głosy   | % głosów | Mandaty |
|  | Chrześcijańsko-Społeczna Partia Ludowa                   | 100 922 | 36,3%    | 4       |
|  | Partia Demokratyczna                                     | 56 246  | 20,2%    | 2       |
|  | Luksemburska Socjalistyczna Partia Robotnicza            | 43 819  | 15,8%    | 1       |
|  | Komitet Akcji na Rzecz Demokracji i Sprawiedliwości Płac | 40 991  | 14,7%    | 1       |
|  | Zieloni                                                  | 30 294  | 10,9%    | 1       |
|  | Lewica                                                   | 3725    | 1,3%     | –       |
|  | Wolna Partia Luksemburga                                 | 1916    | 0,7%     | –       |
|  | Razem                                                    | 277 913 | –        | 9       |

### Deputowani z tego okręgu
Chrześcijańsko-Społeczna Partia Ludowa
- Marie-Josée Jacobs
- Ali Kaes
- Marco Schank
- Lucien Weiler

Partia Demokratyczna
- Emile Calmes
- Charles Goerens

Luksemburska Socjalistyczna Partia Robotnicza
- Romain Schneider

Komitet Akcji na Rzecz Demokracji i Sprawiedliwości Płac
- Jean-Pierre Koepp

Zieloni
- Camille Gira

## Wybory parlamentarne 1999

### Skrót wyników
|  | Partia                                                   | Głosy   | % głosów | Mandaty |
|  | Chrześcijańsko-Społeczna Partia Ludowa                   | 80 682  | 31,3%    | 3       |
|  | Partia Demokratyczna                                     | 62 371  | 24,3%    | 2       |
|  | Komitet Akcji na Rzecz Demokracji i Sprawiedliwości Płac | 43 146  | 16,7%    | 2       |
|  | Luksemburska Socjalistyczna Partia Robotnicza            | 42 643  | 16,5%    | 1       |
|  | Zieloni                                                  | 23 640  | 9,2%     | 1       |
|  | Lewica                                                   | 3656    | 1,4%     | –       |
|  | Sojusz Zielony i Liberalny                               | 1986    | 0,8%     | –       |
|  | Razem                                                    | 258 124 | –        | 9       |

### Deputowani z tego okręgu
Chrześcijańsko-Społeczna Partia Ludowa
- Marie-Josée Jacobs
- Marco Schank
- Lucien Weiler

Partia Demokratyczna
- Emile Calmes
- Charles Goerens

Komitet Akcji na Rzecz Demokracji i Sprawiedliwości Płac
- Jean Colombera
- Jean-Pierre Koepp

Luksemburska Socjalistyczna Partia Robotnicza
- Georges Wohlfart

Zieloni
- Camille Gira